# Казанова, Габи
Га́би Каза́нова (нем. Gaby Casanova, в замужестве Га́би Бру́дерер-Каза́нова, нем. Gaby Bruderer-Casanova; род. XX век) — швейцарская кёрлингистка. Чемпион мира и Европы.
Играла на позиции четвёрого. Была скипом команды.
В составе женской сборной Швейцарии стала первым чемпионом мира в женском кёрлинге на первом чемпионате мира 1979.

## Достижения
- Чемпионат мира по кёрлингу среди женщин: золото (1979).
- Чемпионат Европы по кёрлингу: золото (1979).
- Чемпионат Швейцарии по кёрлингу среди женщин: золото (1979)[3].

## Команды
| Сезон   | Четвёртый     | Третий       | Второй       | Первый      | Турниры            |
| ------- | ------------- | ------------ | ------------ | ----------- | ------------------ |
| 1978—79 | Габи Казанова | Бетти Буркин | Линда Томмен | Роси Мангер | ЧШЖ 1979 · ЧМ 1979 |
| 1979—80 | Габи Казанова | Бетти Буркин | Линда Томмен | Роси Мангер | ЧЕ 1979            |

(скипы выделены полужирным шрифтом)